# Michelle Royer

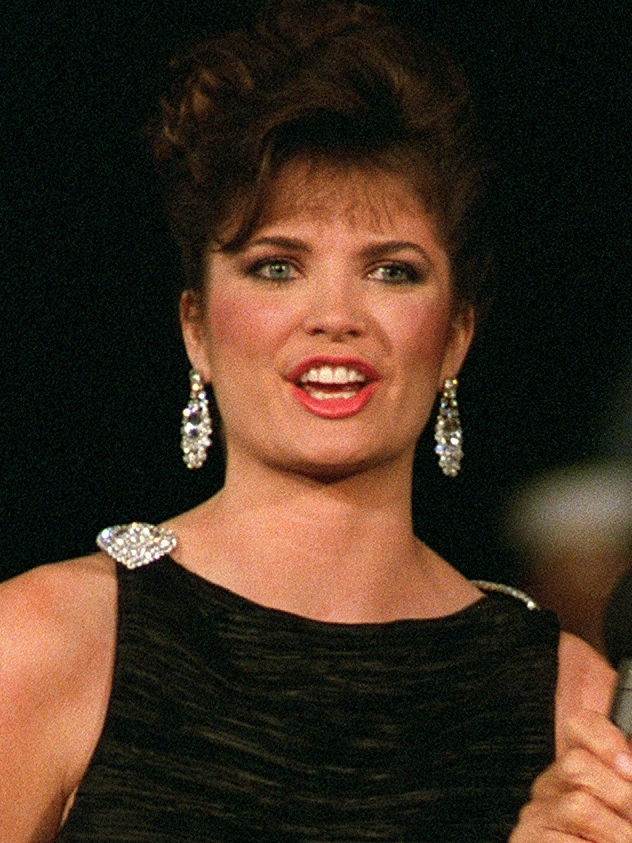
Michelle Royer, Miss Texas USA, Miss USA 1987 e finalista do Miss Universo 1987

Michelle Royer (Fort Worth, 5 de janeiro de 1966) foi a quarta representante norte-americana do Estado do Texas no Miss Universo.
Na etapa internacional, realizada em 26 de maio em Singapura, Michelle terminou na segunda colocação. O título ficou com a chilena Cecilia Bolocco.